# Стрілянина в школі Оліену
Стрілянина в школі Оліену (англ. Olean High School shooting) — інцидент, що стався 30 грудня 1974 року в середній школі Оліену,  штат Нью-Йорк, коли 17-річний учень Ентоні Барбаро вбив з вогнепальної зброї 3 людей і поранив 11.

## Стрільба
Студент і член стрілецької команди школи Ентоні Ф. Барбаро без розбору стріляв у людей на вулиці з вікна на третьому поверсі будівлі школи.
Як зброю він використовував дробовик  12-го калібру, а для стрільби з вікна 3-го поверху — гвинтівку  Remington калібру .30-06 Springfield з оптичним прицілом.
На момент скоєння злочину в Барбаро не було проблем з успішністю: він отримував стипендію  Нью-Йоркського університету.

## Поранені жертви
Унаслідок стрілянини було 11 людей.
| - Альберт Дж Абдо, 37 — Оліен - Уейн Л. Даттон — Гінсдейл - Син Уейна Даттона — Hinsdale - Герберт Ван Елмор, 43 — Оліен - Вільям Роберт Фромм, 35 — Оліен - Девід А. Гроссе, 28 — Оліен | - Капітан Раймон С. Лімерик, 40 — Оліен - Джозеф Джон Снопкаускі, 55 — Оліен - Ерл R Вейдт, 23 — Оліен - Джордж H Вільямс — Оліен - Джуліус A Райт, 12 — Портвілл |

## Покарання і самогубство
31 грудня 1974 року Ентоні Барбаро звинуватили у вбивстві й безрозсудному нападі, проте вирок винесений не був, адже Барбаро наклав на себе руки в тюремній камері 1 листопада 1975 року. Мотиви злочину так і не були встановлені.